# Durchsichtige Koffermuschel
Die Durchsichtige Koffermuschel (Lepton squamosum) ist eine Muschel-Art aus der Familie der Lasaeidae.

## Merkmale
Das gleichklappige und annähernd gleichseitige Gehäuse erreicht eine Länge von 15 mm. Die Wirbel sitzen unmittelbar vor der Mittellinie. Es ist rhomboidal im Umriss und stark abgeflacht. Die dorsalen und ventralen Ränder verlaufen fast parallel. Vorder- und Hinterrand fallen schräg ab. Vorder- und Hinterende sind gut gerundet, das Vorderende ist etwas enger gerundet. Der innere Gehäuserand ist glatt. Die Schlosszähne sind klein. Die rechte Klappe zeigt einen sehr kleinen Hauptzahn und paarige vordere und hintere Seitenzähne. In der linken sitzen je ein hinterer und ein vorderer Seitenzahn und ein kleiner Hauptzahn. Das sehr kleine Ligament liegt intern in einer schmalen, dreieckigen Grube unter dem Wirbel; die Grube zeigt leicht nach hinten. Die Mantellinie ist nicht eingebuchtet. Die Schließmuskeln sind in etwa gleich groß.
Die weißliche Schale ist dünn und zerbrechlich. Die Oberfläche weist sehr feine Anwachsstreifen und etwas gröbere Linien für Wachstumsunterbrechungen auf. Die Oberfläche ist dicht punktiert.

## Geographische Verbreitung, Lebensraum und Lebensweise
Das Verbreitungsgebiet reicht von Norwegen bis Gibraltar und ins westliche Mittelmeer. Sie lebt dort unterhalb der Gezeitenlinie bis auf den flachen Schelf (Fritz Nordsieck: 15 bis 126 m). Lepton squamosum ist ein Kommensale, angeheftet an der Bauchseite der grabenden callianasiden Krebsen Upogebia deltaura und Upogebia stellata.

## Taxonomie
Das Taxon wurde 1803 von Georg Montagu in der ursprünglichen Kombination Solen squamosum aufgestellt. Die Art wird heute allgemein der Gattung Lepton zugeordnet. MolluscaBase führt noch zwei Synonyme auf: Eupoleme cancellata Leach, 1852 und Psammobia punctura Brown, 1827.

## Belege

### Online
- Marine Bivalve Shells of the British Isles: Lepton squamosum (Montagu, 1803) (Website des National Museum Wales, Department of Natural Sciences, Cardiff)